# Bangladesi
I bangladesi (in bengali বাংলাদেশী, bangladeshi) sono i cittadini del Bangladesh, un paese dell'Asia meridionale localizzato nella regione storica transnazionale del Bengala, lungo l'omonimo golfo.
La cittadinanza bangladese è stata istituita nel 1971, quando i residenti permanenti dell'ex Pakistan orientale sono stati trasformati in cittadini di una nuova repubblica. 
Il Bangladesh è l'ottava nazione più popolosa del mondo. La popolazione del Bangladesh è concentrata nel fertile delta del Bengala, che è stato il centro di civiltà urbane e agrarie per millenni. Gli altipiani del paese, tra cui le Colline di Chittagong e parti della Divisione di Sylhet, ospitano varie minoranze tribali.
La stragrande maggioranza dei bengalesi sono etnolinguisticamente bengalesi, un popolo indo-ariano.